# Харадин Баља
Харадин Баља (алб. Haradin Bala; 10. јун 1957 — 31. јануар 2018), познат као Шаља (алб. Shala), био је албански бивши командант терористичке Ослободилачке војске Косова (ОВК).
Хашки трибунал га је осудио за ратне злочине и злочине против човечности над Србима и одређеним Албанцима. Његово суђење је завршено 30. новембра 2005, након чега је осуђен на 13 година затвора, посебно за злочине у логору Лапушник у периоду од маја до јула 1998, те извршење наређења за убијање српских цивила на планини Бериша 25. јула 1998. године, после пада Лапушника услед напредовања Војске Југославије на Косову и Метохији.
Умро је 31. јануара 2018. Следећег дана у Скупштини Републике Косово одржан је минут ћутања поводом његове смрти. Минут ћутања предложио је посланик Миљаим Зека из Социјалдемократске иницијативе. „Сви људи на свету поштују своје вредности, свој народ, своје хероје”, изјавио је Зека. „Синоћ је преминуо велики човек, човек који је дао велики допринос овој земљи, овом народу и захваљујући њему сада седимо овде — Скупштини Републике Косово.”